# Gare de la Cité du Vatican
La gare de la Cité du Vatican (stazione di Città del Vaticano ou stazione del Vaticano ou stazione Vaticana en italien) est la gare ferroviaire de la Cité du Vatican. Elle est connectée au réseau ferroviaire italien dans l'importante gare de Rome-San Pietro.
Mise en service en 1934 elle est principalement utilisée pour le trafic des marchandises, le quai voyageurs n'est utilisé que ponctuellement pour des évènements.

## Situation ferroviaire
Établie à 38 mètres d'altitude, la gare de la Cité du Vatican est l'origine d'une courte ligne qui s'embranche sur la ligne Rome-Capranica-Viterbe (it) en gare de Rome-San Pietro.
La gare dispose de deux voies ferrées de 300 mètres, une seule est à quai l'autre est utilisée pour les marchandises.

## Histoire
Les travaux de construction commencent le 3 avril 1929. La première locomotive entre au Vatican en mars 1932. Le 12 septembre 1934, une convention ferroviaire est ratifiée entre l'Italie et la Cité du Vatican, date à laquelle la propriété passe de la compagnie ferroviaire italienne (FSI) au Saint-Siège. La gare est utilisée lors d'occasions spéciales : le 11 avril 1959, le corps de Pie X quitte la gare du Vatican pour être conduit temporairement à Venise, à la demande de Jean XXIII. Ce dernier est le premier pape à utiliser la gare pour son pèlerinage à Loreto et Assise afin de mettre le IIe concile œcuménique du Vatican sous la protection de la Madone. Il s'y rend avec le train présidentiel italien mis à sa disposition .

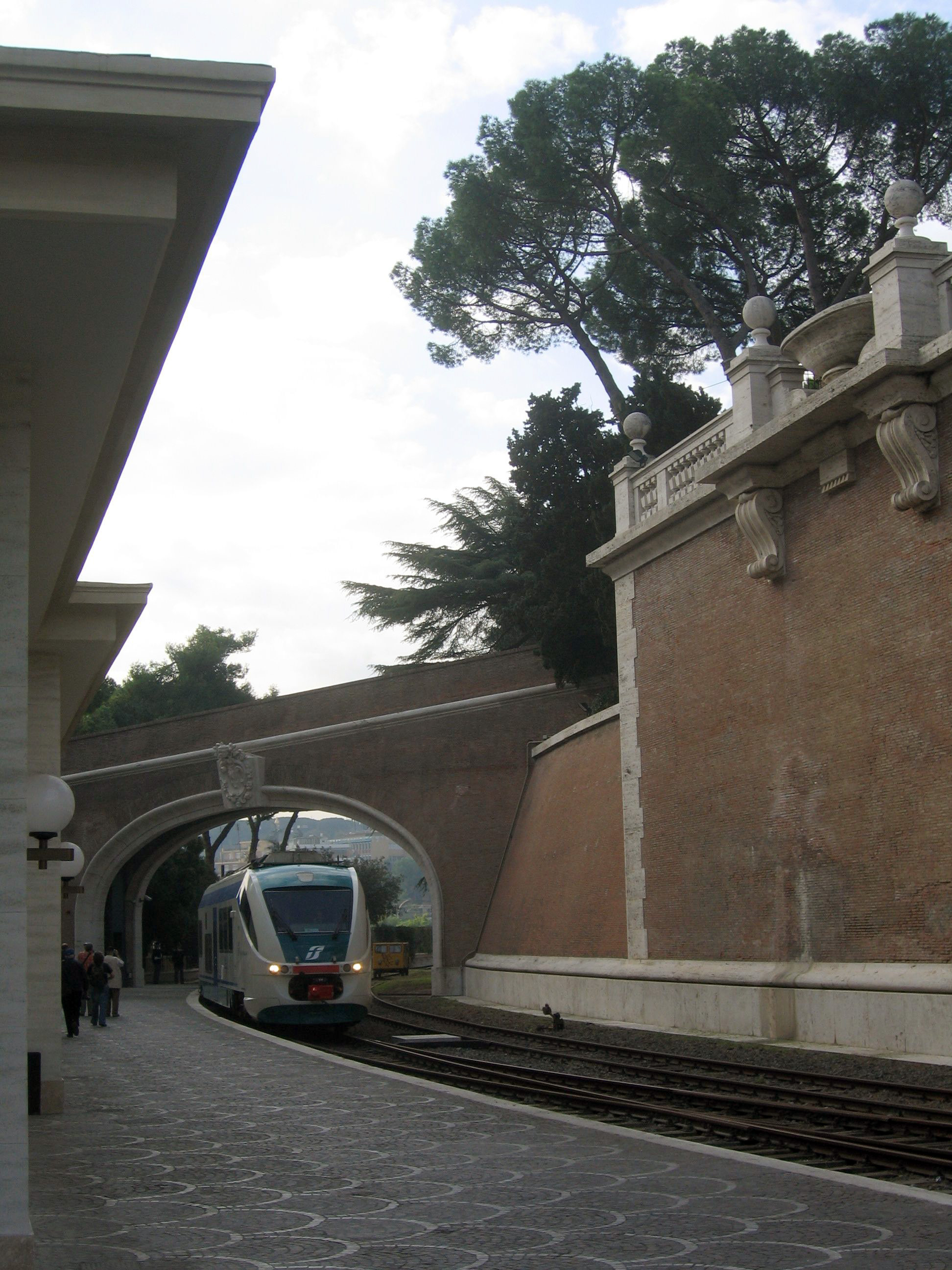
Un Minuetto entre en gare, le 2 octobre 2008

Le 8 novembre 1979, le pape Jean-Paul II utilise la gare et le train ETR 250 Arlecchino des Ferrovie dello Stato Italiane lors de la XXIe journée ferroviaire, pour sa rencontre avec les travailleurs des chemins de fer à la gare de Rome Smistamento (it) à Salario, via la gare de Rome San Pietro, la gare de Rome-Trastevere et celle de Rome-Termini.
Une partie du bâtiment de la gare continue d'être utilisée par les passagers et les bureaux du fret ferroviaire, tandis qu'une partie abrite aujourd'hui le service numismatique du Vatican ainsi que le musée philatélique. La gare abrite aussi le petit magasin du Vatican, un établissement privé ouvert seulement aux sujets et diplomates du Vatican.
Le 24 janvier 2002, Jean-Paul II utilise à nouveau la gare et prend un train de la compagnie italienne, pour se rendre à la basilique Sainte-Marie-des-Anges (Assise), à l'occasion de la journée de prière pour la paix dans le monde, avec les représentants d'autres religions. Le pape Benoît XVI l'utilise, le 27 octobre 2011, pour aller également à Assise.
Pour le trafic régulier des passagers, avant son ouverture définitive en 2015, elle est utilisée à plusieurs reprises, par exemple pour un train de personnes malades, voyage organisé par l'UNITALSI, pour un groupe de touristes de Pérouse dans un train spécial de la Ferrovie dello Stato pour visiter la Chapelle Sixtine, pour un train vert, pour un train à vapeur qui effectue le tour de l'Italie et, le 2 octobre 2008, pour une visite de la Société allemande pour l'histoire des chemins de fer.
Conformément au souhait du pape François d'ouvrir les trésors de l'Église au public, une ligne spéciale, hebdomadaire, est créée partant de la gare de la Cité du Vatican. À partir du 12 septembre 2015, chaque samedi, les visiteurs des musées du Vatican peuvent monter dans un train et se rendre au palais des papes de Castel Gandolfo,,.
La ligne est inaugurée, le 11 septembre 2015, par les musées du Vatican et le réseau ferroviaire italien avec un train spécial comprenant des invités et journalistes. Ce train inaugural, appelé le « train des villes pontificales », en italien : Treno delle Ville Pontificie, est tracté par une locomotive à vapeur de Classe FS 625 construite en 1915. Cette machine était historiquement utilisée par la famille royale italienne et avait aussi été utilisée pour le transport du pape Jean XXIII à Loretto et Assise en 1962. Les circulations mises en place pour la ligne seront composées de trains récents pour aller de la Cité du Vatican à Albano Laziale, via Castel Gandolfo. Les passagers peuvent alors visiter le musée nouvellement créé et visiter les jardins pontificaux. La visite s'achève, le même après-midi, à la gare de Rome-San Pietro.
À partir de 2014, chaque année, en juin, la gare du Vatican accueille durant une journée le « train des enfants » (« Il treno dei bambini »), un convoi spécial transportant de nombreux enfants venus rencontrer le pape (en l'occurrence François). En 2016, les enfants viennent tous de Calabre et de Sicile, de quartiers défavorisés ; une partie d'entre eux proviennent de familles de migrants, une autre partie sont des enfants de détenues, parfois eux-mêmes nés en prison,.

## Service des voyageurs
Le quai de la gare est long de 370 mètres, il est établi le long de l'une des deux voies de l'embranchement.

## Service des marchandises
La seconde voie sert au fret et aboutit à deux embranchements particuliers qui mènent d'une part à la façade nord du bâtiment et d'autre part dans un tunnel situé sous le collège pontifical éthiopien et l'antenne de Radio Vatican.

## Patrimoine ferroviaire
Le bâtiment de la gare est situé à un peu plus de vingt mètres du portail d'entrée ferroviaire du Vatican : il est construit par l'architecte Giuseppe Momo, architecte de confiance du pape Pie XI qui commence la construction de la gare en 1929. Ouvert en 1933, le bâtiment, en marbre blanc italien, mesure 61 × 21,5 m. Le corps central s'élève à 16,85 m et les bâtiments latéraux à 5,95 m. 

## Source de la traduction
- (it) Cet article est partiellement ou en totalité issu de l’article de Wikipédia en italien intitulé « Stazione di Città del Vaticano » (voir la liste des auteurs).